# Pi Studios

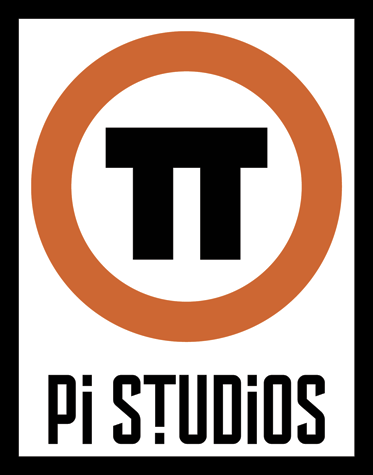
Logo Studia

Pi Studios – amerykański producent gier komputerowych z siedzibą w Houston (Texas). Studio powstało w 2003 roku. Założyli je: Robert Erwin, John Faulkenbury, Rob Heironimus, Dan Kramer oraz Peter Mack. Firma przeniosła się z pierwotnej lokalizacji w Plano do Houston w styczniu 2005 roku. Ich pierwszą komercyjną pracą było współtworzenie wraz z Activision gry Call of Duty: United Offensive.
W listopadzie 2005 studio wydało Call of Duty 2: Big Red One na PlayStation 2, Xboksa oraz GameCube’a. Praca nad tym projektem przeprowadzona została wspólnie z wewnętrznym studiem Activision – Treyarchem. W październiku 2006 przy współpracy z Treyarchem powstało Call of Duty 3. Ich dziełem był również CoD3 Bravo Map Pack, którego pobranie umożliwiono posiadaczom usługi Xbox Live.
Dodatkowo Pi Studios pomagało w stworzeniu narzędzi do edycji Halo 2 Vista oraz dodatkowych map, które zostały załączone do oryginalnej gry. Pi jest również odpowiedzialne za powstanie wersji PS2 oraz Wii gry Rock Band, które trafiły do sklepów odpowiednio 18 grudnia 2007 oraz 22 czerwca 2008. Zostały stworzone wspólnie ze studiem Harmonix Music Systems.
Studio stworzyło również grę Mercenaries 2: World in Flames na PlayStation 2, którą wydano w USA 31 sierpnia 2008 oraz 5 września 2008 w Europie. W 2008 roku ponownie pomagali w tworzeniu gry Call of Duty tym razem piątej części: World at War. W tej grze pomagali w stworzeniu rozdziału „Blowtorch and Corkscrew”.
W tej chwili studio pracuje nad Quake 3 Team Arena na Xboksa 360 (Live Arcade), Wolfensteinem na Xboksa 360, PlayStation 3 oraz PC, a także Beatles Rock Band dla Wii.

## Gry wydane przez studio
- Quake Arena (Xbox Live Arcade) (bd.)
- Beatles Rock Band (Wii) (2009)
- Wolfenstein (2009)
- Rock Band Classic Rock (PlayStation 2)(Playstation 3)(XBox 360)(Wii) (2009)
- Call of Duty: World at War (2008)
- Rock Band 2 (Playstation 2) (2008)
- Rock Band 2 (Wii) (2008)
- Mercenaries 2: World in Flames (PS2) (2008)
- Rock Band Track Pack Vol. 1 (PlayStation 2)(Wii) (2008)
- Rock Band Track Pack Vol. 2 (PlayStation 2)(Playstation 3)(XBox 360)(Wii) (2008)
- Rock Band AC/DC (PlayStation 2)(Playstation 3)(XBox 360)(Wii) (2008)
- Rock Band (Wii) (2008)
- Rock Band (PlayStation 2) (2007)
- Halo 2 Vista (2007)
- Call of Duty 3 (2006)
- Call of Duty 2: Big Red One (2005)
- Call of Duty: United Offensive (2004)